# Paul à Québec
Cet article concerne la bande dessinée de Michel Rabagliati. Pour le film de François Bouvier, voir Paul à Québec (film).
Paul à Québec est une bande dessinée de Michel Rabagliati, publiée en 2009 aux éditions La Pastèque.
Cette bande-dessinée a reçu plusieurs distinctions, dont une nomination au Grand prix du public du Salon du livre de Montréal ainsi que le prix du public FNAC-SNCF au festival d'Angoulême en 2010.
Paul à Québec est adaptée au cinéma ; le film est sorti au cinéma en septembre 2015,.

## Résumé
L'histoire de Paul qui, autour de l'an 2000, visite régulièrement son beau-père Roland à Québec, atteint d'un cancer du pancréas qu'il tente de cacher à ses proches et qui finit par l'emporter. Autour de ce drame, s'insère aussi le récit de Paul et Lucie qui cherchent une nouvelle maison où ils pourront élever leur fille dans des conditions favorables.

## Prix et distinctions
- 2010 : Grand prix de la Ville de Québec pour la meilleure bande dessinée québécoise de 2009, au Festival de la bande dessinée francophone de Québec
- 2010 : Bédélys du meilleur album québécois 2009
- 2010 : Bédélys du meilleur album francophone 2009
- 2010 :  Fauve FNAC SNCF - Prix du public au Festival international de la bande dessinée d'Angoulême 2010[3]
- 2013 : Prix Doug Wright du meilleur livre

## Adaptation
- En 2015, François Bouvier a réalisé Paul à Québec, une adaptation de la bande dessinée pour le cinéma avec François Létourneau dans le rôle de Paul. Michel Rabagliati a participé au scénario.